# Croton stigmatosus
Croton stigmatosus är en törelväxtart som beskrevs av Ferdinand von Mueller. Croton stigmatosus ingår i släktet Croton och familjen törelväxter. Inga underarter finns listade i Catalogue of Life.